# حصين بن عبد الرحمن الأشهلي
حصين بن عبد الرحمن بن عمرو بن سعد بن معاذ الأنصارى الأشهلى، أبو محمد المدني، ويقال أنه حصين بن عبد الرحمن بن أسعد بن زرارة، تابعي وراوي حديث، كَانَ قليل الحديث، توفي سنة 126 هـ.

## روايته للحديث النبوي
- روى عن: أسيد بن حضير ولم يدركه، وأنس بن مالك، وزيد بْن مُحَمَّد بْن مسلمة، وعبد الله بن عباس، وعبد الرحمن بْن ثابت الأشهلي، ومحمود بْن عَمْرو الأَنْصارِيّ، ومحمود بن لبيد، وأبي عُبَيدة بْن حذيفة.
- روى عنه: حجاج بن أرطاة، وعتبة بْن جبيرة المدني، ومحمد بن إسحاق بن يسار، وابنه مُحَمَّد بْن حصين بْن عَبْد الرحمن الأشهلي، ومحمد بْن صالح الأزرق.[1]
- الجرح والتعديل: ذكره ابن حبان في ثقات أتباع التابعين، فكأن روايته عن الصحابة عنده مرسلة، وقال الآجري سألت أبا داود عنه فقال: «حسن الحديث»، وقال أبو داود لما ساق حديثه عن أسيد بن حضير: «ليس بمتصل».[2] روى له أَبُو دَاوُدَ، والنسائي.[1]